# L'indispensabile
L'indispensabile è un'antologia del cantautore italiano Vinicio Capossela, pubblicata nel 2003.

## Il disco
L'unico inedito presente è la cover, in stile Calexico, della canzone Si è spento il sole di Adriano Celentano. La raccolta riassume i primi tredici anni di carriera di Capossela con l'etichetta CGD East West. In seguito; dopo questa raccolta (l'ultima pubblicazione con la CGD), Vinicio passò alla Atlantic Records.
Il cantautore non ha mai visto di buon occhio la pubblicazione di questa raccolta, tanto che ha dichiarato:

## Tracce
Testi e musica di Vinicio Capossela eccetto Si è spento il sole (Beretta/Del Prete/Adricel/Leoni)
1. Si è spento il sole (inedito, cover di Adriano Celentano) – 2:26
2. Marajà (da Canzoni a manovella; traccia #4) – 3:26
3. Il ballo di San Vito (da Il ballo di San Vito; traccia #1) – 3:24
4. Zampanò (da Camera a sud; traccia #2) – 3:00
5. Morna (da Il ballo di San Vito; traccia #2) – 4:54
6. Corre il soldato (da Canzoni a manovella; traccia #13) – 3:59
7. Ultimo amore (da Modì; traccia #6) – 6:48
8. Che coss'è l'amor (da Camera a sud; traccia #4) – 4:15
9. Tanco del murazzo (da Il ballo di San Vito; traccia #13) – 5:14
10. Con una rosa (da Canzoni a manovella; traccia #15) – 5:22
11. Modì (da Modì; traccia #1) – 4:19
12. Non è l'amore che va via (da Camera a sud; traccia #1) – 4:04
13. Il corvo torvo (da Il ballo di San Vito; traccia #5) – 3:18
14. Ma l'America... (da Camera a sud; traccia #9) – 3:17
15. Scivola vai via (da All'una e trentacinque circa; traccia #7) – 4:29
16. ...e allora mambo (da Modì; traccia #7) – 3:30
17. Una giornata senza pretese (da All'una e trentacinque circa; traccia #2) – 3:25
18. All'una e trentacinque circa (da All'una e trentacinque circa; traccia #11 + ghost track strumentale) – 5:22

## Formazione inSi è spento il sole
- Vinicio Capossela - voce
- Glauco Zuppiroli - basso
- Mirco Mariani - batteria
- Giancarlo Bianchetti - chitarre